# 吉打州旗
吉打州旗是代表马来西亚吉打州的正式旗帜，红色的旗帜左上角镶着吉打州徽。

## 象征意义
依据吉打州政府官方的解释，红色象征吉打的传统颜色，也象征着荣华；绿色的新月象征伊斯兰教——吉打的官方宗教；金黄色的盾牌则象征着吉打苏丹是吉打人民的守护者。围绕着盾牌的稻穗则代表繁荣富强的吉打。

## 王室旗帜
- 吉打苏丹旗：吉打苏丹专用的个人旗帜

## 另見
- 马来三色旗